# Test ERA
El test de receptividad endometrial, o Test ERA (por sus siglas en inglés Endometrial Receptivity Array), es un examen diagnóstico molecular que se emplea para determinar el estado de receptividad del endometrio y clasificarlo como receptivo o no receptivo.

## Método
El test ERA es una prueba que consiste en analizar la expresión genética del endometrio para determinar si se encuentra o no en estado receptivo. Se analiza la expresión de 248 genes implicados en la receptividad para evaluar el estado del endometrio. Estos genes están relacionados con moléculas de adhesión y factores inflamatorios. El endometrio es la capa mucosa que recubre internamente el útero. Gracias a la acción de las hormonas sexuales femeninas, estradiol y progesterona, el endometrio se engrosa conforme avanza el ciclo menstrual para favorecer la implantación del embrión. La receptividad endometrial, por tanto, hace alusión a la capacidad del endometrio de interaccionar con el embrión para que se produzca la implantación, pero esto depende del momento del ciclo entre otras cosas.
Esta prueba es de gran utilidad para determinar el día más adecuado para realizar la transferencia embrionaria en tratamientos de fecundación in vitro, pues la determinación de la receptividad endometrial mediante la observación directa del tejido según el engrosamiento, presencia de pinópodos, glándulas, etc puede no ser del todo precisa. Está aconsejado en pacientes con fallos de implantación embrionaria aún teniendo embriones de buena calidad principalmente.
Para llevar a cabo el test es necesario hacer una biopsia endometrial durante los días que pensamos que son la ventana de implantación de la paciente (generalmente día 21 del ciclo menstrual). Tras la realización del mismo obtenemos dos posibles resultados:
-Receptivo. La muestra endometrial está expresando los genes de receptividad. La ventana de implantación está localizada en el día en el que se realizó la biopsia.
-No receptivo. La muestra endometrial no está expresando los genes de receptividad endometrial y, por tanto, el día en el que se obtuvo la biopsia no se corresponde con el periodo de ventana de implantación. En este caso sería necesario repetir la prueba en otro día del ciclo menstrual hasta encontrar dónde se encuentra la ventana de implantación.